# Włoska miłość
Włoska miłość – pierwszy pośmiertny singel Krzysztofa Krawczyka, wydany nakładem Agencji Artystycznej MTJ i premierowo opublikowany w serwisie YouTube 13 października 2021 przez menedżera wokalisty Andrzeja Kosmalę. Singel wydano na licencji K&K Studio. Utwór zapowiada album Canzone d’amore.
Utwór został skomponowany przez Marcina Nierubca do tekstu Jacka Cygana. Piosenka została zarejestrowana rok przed śmiercią wokalisty. 
Piosenka nawiązuje do klimatu włoskich piosenek lat 60. XX wieku i miała być hołdem dla włoskich artystów, takich jak Domenico Modugno czy Lucio Dalla.
Do utworu powstał teledysk w formie lyric video autorstwa Anastazji Volynskiej. Singel został wydany w formacie digital download oraz mediów strumieniowych. 
O premierze singla informowały takie media, jak Polskie Radio, Polska Times, Interia.pl czy Radio Zet.

## Lista utworów
Opracowano na podstawie materiału źródłowego.
| Nr | Tytuł utworu    | Autorzy                       | Długość |
| -- | --------------- | ----------------------------- | ------- |
| 1. | „Włoska miłość” | Marcin Nierubiec, Jacek Cygan | 3:06    |